# 斯特拉的魔法
《斯特拉的魔法》，是日本漫畫家Cloba·U創作的四格漫畫作品，於芳文社出版的雜誌《Manga Time Kirara MAX》2012年10月號開始連載至2022年2月號。漫画特别篇从2016年10月29日起连载于Kirara基地。共發行10冊單行本，台灣青文出版社已出版4冊。AT-X等電視台於2016年10月至12月播放12話電視動畫。

## 故事簡介
剛成為高中一年級學生的本田珠輝在尋找適合自己的社團活動時，決定加入製作同人遊戲的社團「SNS社」，並開始與社團的成員一起製作遊戲。

## 登場角色

### SNS社
全名為「死魚眼日照不足折返跑社（ Shindasakananome nisshōbusoku shatoruran-bu）」，来源于初代社长拜託其他部員取名抽到的三张命名卡片。 
本田珠輝（／ Honda Tamaki），聲：長繩麻理亞
高中1年級生，15歲。SNS社新入社員。在社團負責插圖工作。有关西口音。
由于家住乡下，只能从报纸接触到古风漫画，所以画风会偏向粗犷的写生大叔风格，也因此喜欢大叔，尤其是自己的父亲。
村上椎奈（／ Murakami Shīna），聲：村川梨衣
高中2年級生，16歳，通称“椎”，笔名为“村”。SNS社第2代社長。在社團負責程式設計與編劇。
由于前任部长的托付，对部内活动十分认真。對事物的想法相對消極，亦不擅長與不熟識的人對話。在大型活动前夜会紧张到病倒。
關菖蒲（／ Seki Ayame），聲：小澤亞李
高中2年級生，16歳。SNS社成員。在社團負責創作劇本，笔名为“爱丽丝（Iri§）”。椎奈的总角之交，戴著眼鏡，有兩個弟弟。
在初中时就有自己创作小说的爱好，不过上高中被作为自己中二病的黑历史而隐藏，不过偶然会被椎奈挖出来挖苦。
藤川歌夜（／ Fujikawa Kayo），聲：悠木碧
高中2年級生，17歳。SNS社成員。在社團負責創作音樂。有兩個姐姐。
受到姐姐的影響開始創作音樂，認為創作應該是為了自己，而不喜歡以獲得他人的評價為目的進行創作。在網路上亦有投稿音樂作品，並有一定的知名度。
百武照（／ Hyakutake Teru），聲：赤崎千夏
大學一年級生。高中曾是SNS社的初代社長。對於Cosplay有興趣。
個性自由。在高中時期參與了校內各式各樣的社團後成立了SNS社。
池谷乃乃（／ Iketani Nono），聲：日高里菜（閃耀幻想曲）
在第四集初登場。國中部三年級生。在社團負責擔任聲優。
態度積極，並渴望獲得他人的認可。在網路上以的名義投稿翻唱、翻跳等類型的影片。

### 同學
布田裕美音（／ Fuda Yumine），聲：前川涼子
高中1年级生，珠輝的总角之交，15歳，腐女子，加入插圖社。小学时和珠輝同校，國中考入城市的学校而分离，之后珠輝高中也考入城市而再次同校。
個性活潑並且喜歡照顧珠輝，對於同人活動很有經驗。
在小学时经常生病在家，所以没有学校朋友交往，所以珠輝经常来她家和她玩，并且也激发了她想自己制作游戏的想法。
飯野水葉（／ Īno Minaha），聲：今村彩夏 / 金子彩花（閃耀幻想曲）
夏的雙胞胎妹妹。高中1年级生，插图社员。好勝心強。曾经读过“爱丽丝”所写的小说而仰慕著她，但是不知道“爱丽丝”就是菖蒲。
飯野夏（／ Īno Natsu），聲：大地葉
高中1年级生，珠輝的同學，特徴是瞇瞇眼。
清水萬里花（／ Shimizu Marika），聲：下地紫野
混血兒，珠輝的同學。特徵是金髮碧眼以及虎牙。
鶴瀨茉莉（／ Tsuruse Matsuri），聲：指出毬亞（閃耀幻想曲）
乃乃的同班同學。對乃乃抱有愛慕之意。

### 社員的家族
關春馬（／ Seki Haruma），聲：關根明良
菖蒲的弟弟，現在12歲。
關信人（／ Seki Nobuhito），聲：赤﨑千夏
菖蒲和春馬的弟弟。
村上菫（／ Murakami Sumire），聲：新井里美
椎奈的母親。39歳離婚目前單身。在宅SE (家中系統工程師)。

### 其他人物
田山（／ Tayama），聲：新井里美
在飯野家擔任女僕的女性。

## 單行本
| 卷數 | 芳文社         | 芳文社                 | 青文出版社     | 青文出版社           | 青文出版社 |
| 卷數 | 發售日期       | ISBN                   | 發售日期       | EAN                  |            |
| ---- | -------------- | ---------------------- | -------------- | -------------------- | ---------- |
| 1    | 2013年12月26日 | ISBN 978-4-8322-4388-0 | 2017年5月8日   | EAN 471-8016-02254-6 |            |
| 2    | 2014年12月25日 | ISBN 978-4-8322-4511-2 | 2017年7月6日   | EAN 471-8016-02409-0 |            |
| 3    | 2016年1月27日  | ISBN 978-4-8322-4658-4 | 2017年9月21日  | EAN 471-8016-02533-2 |            |
| 4    | 2016年10月27日 | ISBN 978-4-8322-4757-4 | 2017年12月21日 | EAN 471-8016-02702-2 |            |
| 5    | 2016年12月27日 | ISBN 978-4-8322-4781-9 |                |                      |            |
| 6    | 2017年12月27日 | ISBN 978-4-8322-4903-5 |                |                      |            |
| 7    | 2018年12月26日 | ISBN 978-4-8322-5000-0 |                |                      |            |
| 8    | 2019年12月26日 | ISBN 978-4-8322-7143-2 |                |                      |            |
| 9    | 2020年12月25日 | ISBN 978-4-8322-7238-5 |                |                      |            |
| 10   | 2021年12月25日 | ISBN 978-4-8322-7334-4 |                |                      |            |

## 電視動畫
在2016年1月19日發售的《Manga Time Kirara MAX》3月號發表改編電視動畫的消息。2016年10月3日開始播放。監督為川面真也，並多是SILVER LINK.過去製作的動畫《悠悠哉哉少女日和》的製作人員。主要製作人員於同年6月26日舉辦的「Manga Time Kirara Festa」中發表。台灣Animax於2017年10月首播。

### 製作人員
- 原作：くろば・U（芳文社《Manga Time Kirara MAX》連載）
- 監督：川面真也
- 系列構成：志茂文彥
- 角色設計：古川英樹（日语：古川英樹）
- 道具設計：原口涉
- 色彩設計：重冨英里
- 攝影監督：佐藤敦
- 美術監督：谷川廣倫
- 編輯：坪根健太郎
- 音響監督：龜山俊樹
- 音樂（BGM）：倖山里央、桑原真子、kidlit
- 音樂製作：Flying DOG
- 動畫製作：SILVER LINK.
- 製作：斯特拉的魔法製作委員會

### 主題曲
片頭曲「God Save The Girls」
作詞：岩里祐穗，作曲、編曲：kz，弦樂編曲：真部裕，主唱：下地紫野
片尾曲
作詞：黑木人生，作曲：，編曲：R・O・N，主唱：珠輝與裕美音（長繩麻理亞、前川涼子）
插入曲（第7話）
作詞：真名杏樹，作曲：小島航平，編曲：川田瑠夏，主唱：下地紫野

### 各話列表
| 话数 | 标题             | 分镜               | 演出     | 作畫監督                                           |
| ---- | ---------------- | ------------------ | -------- | -------------------------------------------------- |
| #1   | 出發點           | 川面真也           | 川面真也 | 加藤久美子、山本亮友、松岡謙治                     |
| #2   | 開心的創作       | 澤井幸次           | 福多潤   | 竹森由加、富田佳亨、木下勇喜                       |
| #3   | 傳導道具         | 大沼心             | 西村大樹 | 柳瀨讓二、德田夢之介                               |
| #4   | 提升技能         | 庄司硝子           | 小柴純彌 | 堤谷典子、山本亮友、富田佳亨、中村基               |
| #5   | 倒數計時         | 小寺勝之           | 山口賴房 | 原田峰文、大谷道子、崎口沙織、藪田裕希             |
| #6   | 即賣會           | 相澤伽月           | 福多潤   | 山本亮友、富田佳亨、重松佐和子、橋本真希、井嶋惠子 |
| #7   | 初次回憶         | 伊部勇志、莊司硝子 | 伊部勇志 | 古川英樹、大島美和、若山政志、久留米東、山本亮友   |
| #8   | 不要小看除錯哦？ | 大原實             | 西村大樹 | 青木真理子、細山正樹                               |
| #9   | 提升技能之2      | 反里小也           | 反里小也 | 竹森由加、松岡謙治、小海雄司、山本亮友             |
| #10  | 精密機械         | 黑澤雅之           | 小柴純彌 | 井嶋惠子、橋本真希、木下勇喜、重松佐和子、山本亮友 |
| #11  | 小姐需要幫助嗎 { | 福田道生           | 福多潤   | 山崎千繪、山本亮友、古川英樹                       |
| #12  | 重回初心         | 澤井幸次           | 澤井幸次 | 竹森由加、福地和浩、山本亮友、古川英樹             |
| OVA1 | 歌夜的生日       | 小寺勝之           | 福多潤   | 山崎千繪、山本亮友、古川英樹                       |
| OVA2 | 歌夜的生日       | 小寺勝之           | 福多潤   | 山本亮友、工藤雪、三好智志、古川英樹               |

### 播放電視台
日本深夜動畫：下文記載的日本国内播放時間使用日本標準時間（UTC+9）表示。因為部分時間标识會採用30小时制，因此請留意这类超过24:00的时间，其實際播放時間為翌日清晨。
| 播放地區   | 播放電視台 | 播放日期                | 播放時間（UTC+9）             | 備註                   |
| ---------- | ---------- | ----------------------- | ----------------------------- | ---------------------- |
| 日本全國   | AT-X       | 2016年10月3日－12月19日 | 星期一 22時30分－23時00分     | CS播放 / 有重播        |
| 東京都     | TOKYO MX   | 2016年10月4日－         | 星期二 24時30分－25時00分     |                        |
| 愛知縣     | 愛知電視台 | 2016年10月4日－         | 星期二 25時35分－26時05分     |                        |
| 近畿廣域圈 | MBS電視台  | 2016年10月4日－         | 星期二 26時30分－27時00分     | 『動畫特區』第1部      |
| 日本全國   | BS11       | 2016年10月5日－         | 星期三 24時00分－24時30分     | BS播放 /『ANIME+』節目 |
| 香港       | Animax     | 2017年10月4日－10月19日 | 星期三至四 20時00分－21時00分 | UTC+8 有重播           |
| 臺灣       | Animax     | 2017年10月9日           | 星期一 00時00分－01時00分     | UTC+8 有重播           |

## 外部連結
- Manga Time Kirara Web （页面存档备份，存于）（日語）
- 「斯特拉的魔法」官方網站 （页面存档备份，存于）（日語）
- 電視動畫「斯特拉的魔法」官方網站 （页面存档备份，存于）（日語）
- 電視動畫「斯特拉的魔法」官方帳戶的X（前Twitter）（日語）